# カーラーの救命曲線

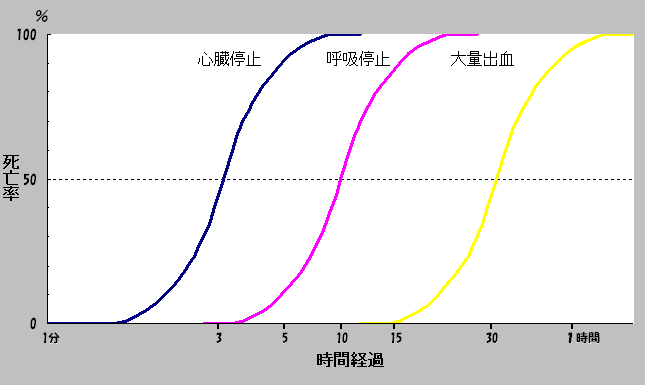
Golden Hour Principle
※このグラフは値があまり正確ではない。あくまでも大まかな目安である。

カーラーの救命曲線 (カーラーのきゅうめいきょくせん 英語:Golden Hour Principle) とは、心停止、呼吸停止、大量出血の経過時間と死亡率の目安をグラフ化したもので、応急手当の講習などで良く使われるグラフである。
このグラフは、ゴールデン・アワー・コンセプトについて説明するために作られた。これは、外傷による死亡の疫学調査の結果、受傷から1時間以内に手術室に搬入していれば救命できた可能性のある例がかなりの割合に上ることが分かったことから、受傷から1時間以内をゴールデン・アワーと通称したものである。この種のグラフとしては、1966年にアメリカのドリンカーが作成したドリンカーの救命曲線（Dr. Drinker's Survival Curve）があったが、日本においては、1981年にフランスのカーラー（Morley Cara）が作成したカーラーの救命曲線が使用されることが多い。ただし、あまり厳密なものではなく、あくまでも大まかな目安に過ぎない。
このグラフそのものは、救命講習ではよく提示されるものの、救急医学においては既にあまり用いられなくなっている。ただしゴールデン・アワー・コンセプトは依然として重視されており、これに基づいて、重傷者を迅速に病院に搬送するため、外傷病院前救護ガイドライン (JPTEC) が策定された。